# Alan Gibson
Alan Gibson (London (Ontario), Canada, 28 april 1938 - Londen, Engeland, 5 juli 1987)
was een Canadese film- en televisieregisseur die in de Britse film- en televisie-industrie actief was. In het begin van zijn carrière maakte hij vooral horrorfilms. Bekende films die hij regisseerde waren Journey to Midnight (1968) en Dracula A.D. 1972 (1972). Voor televisie maakte hij onder andere Churchill and the Generals (1979) en de dramaserie The Charmer (1987).

## Prijzen
Churchill and the Generals werd genomineerd voor vijf BAFTA awards, en A Woman Called Golda was genomineerd voor twee Golden Globes waarvan ze er één won. Daarnaast was de film genomineerd voor 7 Emmy Awards, waarvan ze er 3 won.

## Filmografie

### Film (selectie)
- Journey to Midnight (1968), horror met Sebastian Cabot, Joan Crawford, Chad Everett, Bernard Lee en Edward Fox
- Crescendo (1970), psychological thriller met Stefanie Powers
- Goodbye Gemini (1970), horror-thriller met Judy Geeson en Michael Redgrave
- Dracula A.D. 1972 (1972), horror met Christopher Lee, Peter Cushing en Stephanie Beacham
- The Satanic Rites of Dracula (1973), horror met Christopher Lee en Peter Cushing
- Checkered Flag or Crash (1977), actiekomedie met Joe Don Baker, Susan Sarandon en Larry Hagman
- Churchill and the Generals (1979), BBC television drama met Timothy West en Richard Dysart
- Witness for the Prosecution (1982), drama  Ralph Richardson,  Deborah Kerr en Diana Rigg
- A Woman Called Golda (1982), historisch drama met Ingrid Bergman en Ned Beatty
- Helen Keller: The Miracle Continues (1984), biografisch drama met Blythe Danner en Mare Winningham
- Martin's Day (1985), drama met Richard Harris en Lindsay Wagner

### Televisie (selectie)
- Write Me a Murder (1964), aflevering 5 van TV dramaserie Thursday Theatre (1964-65) (23 afleveringen) met James Villiers
- The Kidders (1965), aflevering 22 van TV dramaserie Thursday Theatre (1964-65) (23 afleveringen) met Nyree Dawn Porter en Rick Jones
- Murder in Mind (1973), aflevering 6 seizoen 1 in TV misdaadserie Thriller met Richard Johnson
- Dangerous Knowledge (1976), TV thrillerserie met John Gregson
- Sleepwalker (1976), aflevering 1 seizoen 6  in TV serie Thriller met Michael Kitchen, Ian Redford
- The Silent Scream (1980), aflevering 7 van de 13-delige horrorserie the Hammer House of Horror met Peter Cushing en Brian Cox
- The Two Faces of Evil (1980), aflevering 12 van de 13-delige horrorserie the Hammer House of Horror met Brenda Cowling
- The Charmer (1987), TV dramaserie (6 afleveringen) met Nigel Havers, Rosemary Leach en Bernard Hepton

## Leven
Alan Gibson was de jongere broer van schrijver Graeme Gibson.
Zij waren de zoons van brigadegeneraal Thomas Graeme Gibson (1908-1986) en Mary Bertha Cameron (1906–1964). Brigadegeneraal Gibson voerde in de Tweede Wereldoorlog Canadese troepen aan tijdens de Italiaanse Veldtocht (1943-’44) en de bevrijding van Oost- en Noord-Nederland (1945).
Alan Gibson werd geboren in Canada en verhuisde naar het Verenigd Koninkrijk om te studeren aan de Bristol Old Vic Theatre School. Nadat hij had gewerkt als theateracteur begon hij te regisseren voor de BBC, en werkte zijn verdere carrière in de film- en televisie-industrie.
Hij woonde in Londen met zijn echtgenote Kate († 1997) en hun dochters Sarah-Kate en Jessica. Gibson overleed op 49-jarige leeftijd aan de gevolgen van kanker, enkele maanden voor zijn laatste werk The Charmer uitgezonden werd.